# Antalóczy Attila
Antalóczy Attila Gábor (Nyírbátor, 1955. január 13. –) magyar tanár, politikus, országgyűlési képviselő.

## Életpályája
Szülei: Antalóczy Zoltán (1931-?) és Berettyán Erzsébet (1929-?) voltak. Általános és középiskoláit Sátoraljaújhelyen végezte el. 1973-ban érettségizett a Kossuth Lajos Gimnázium és Szakközépiskolában. 1973–1974 között Hódmezővásárhelyen volt sorkatona. 1974–1979 között a Kossuth Lajos Tudományegyetem Bölcsészettudományi Kar történelem-népművelés szakán tanult. 1979–1980 között a hajdúszoboszlói Mezőgazdasági Szakmunkásképző Iskola nevelőtanára volt. 1980–1988 között KISZ-vezetőképző iskolákban oktatott, majd a KISZ KB munkatársa volt. 1988–1989 között az Állami Ifjúsági és Sporthivatal (ÁISH) ifjúságpolitikai főosztályvezetője volt. 1989-ben a SZOT munkatársa volt. 1989–1994 között szellemi szabadfoglalkozásúként tevékenykedett, illetve a Lehel Kft. tanácsadója volt. 1992-től a Komédium Műhely házigazdája.

### Politikai pályafutása
1974–1989 között az MSZMP tagja volt. 1989 óta az MSZP tagja. 1990–1999 között az MSZP XIII. kerületi szervezetének elnöke volt. 1991-től az MSZP budapesti ügyvivője. 1992-től az országos választmány tagja. 1994–2002 között országgyűlési képviselő volt (Budapest XIII. kerülete). 1994–2002 között a Nemzetbiztonsági bizottság tagja volt. 2002-ben képviselőjelölt volt.

## Díjai, elismerései
- A Magyar Érdemrend tisztikeresztje (2020)[2]